# Köchelverzeichnis

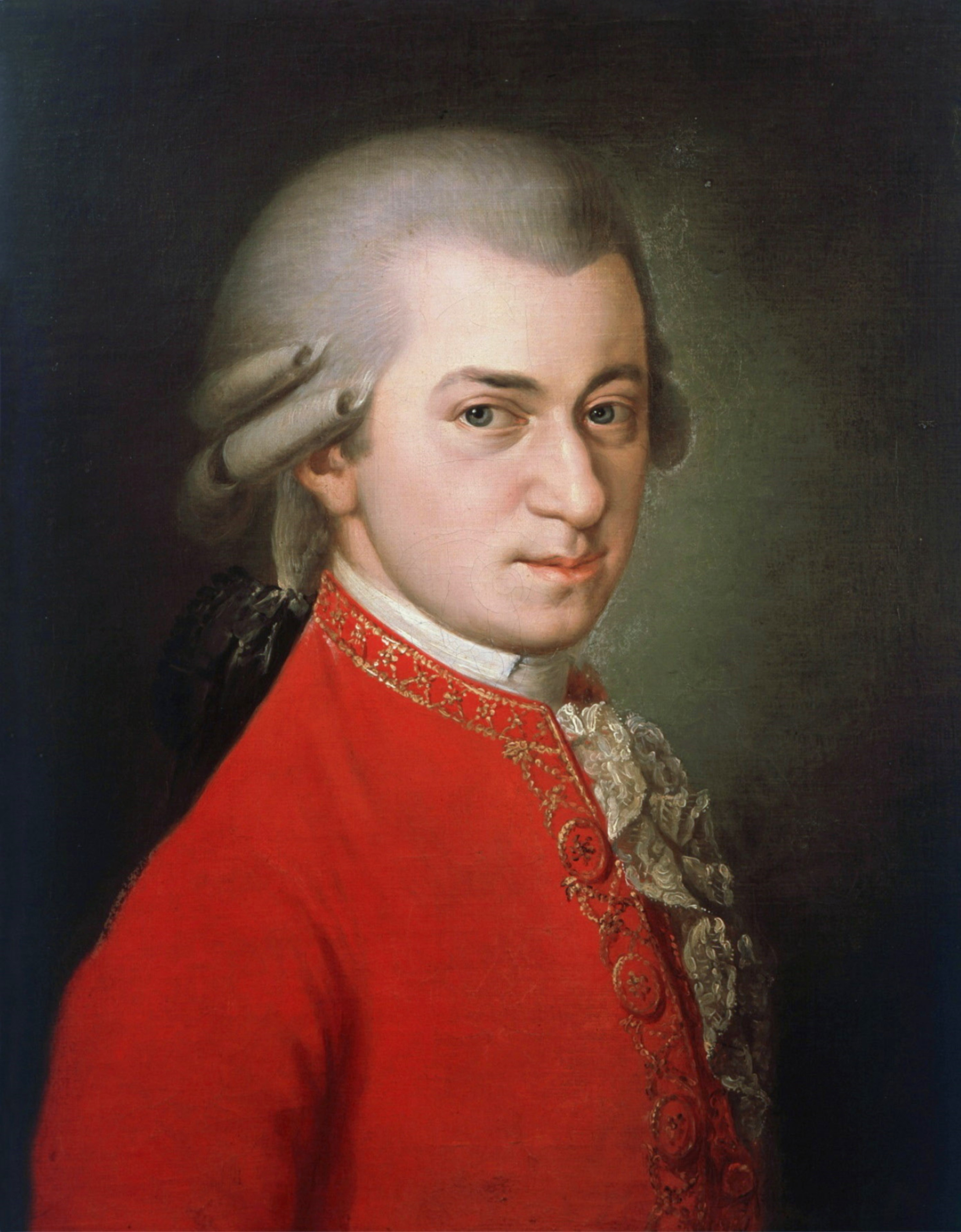
Wolfgang Amadeus Mozart

Köchelverzeichnis (KV) is de catalogus die Ludwig Alois Ferdinand Ritter von Köchel maakte van de werken van Wolfgang Amadeus Mozart.

## Ontstaan en opzet
Köchel was een groot muziekliefhebber en vooral gepassioneerd door het werk van Wolfgang Amadeus Mozart. Hij vatte het plan op een catalogus samen te stellen en zo orde te scheppen in de muzikale nalatenschap van de componist. Het Mozarteum in Salzburg steunde hem hierbij. De taak was enorm, maar uiteindelijk kon Köchel in 1862 zijn monumentale Chronologisch-thematisches Verzeichniss sämmtlicher Tonwerke Wolfgang Amade Mozart's aan de wereld voorstellen. Deze publicatie, uitgegeven door Breitkopf und Härtel in Leipzig, werd bekend onder de benaming Köchelverzeichnis, afgekort als KV. Zoals uit de titel blijkt, geeft deze catalogus een chronologisch overzicht van Mozarts oeuvre waarbij elke compositie een uniek nummer meekreeg, zijn eerste werkje (een stukje voor klavier uit 1761) werd KV 1, zijn laatste werk (het Requiem uit 1791) KV 626.

## Latere drukken
Van vele composities was de datum van ontstaan echter verre van duidelijk. Later onderzoek voegde aan de bestaande lijst nieuwe composities toe, schrapte eerdere die abusievelijk aan Mozart waren toegeschreven, en suggereerde nieuwe ontstaansdata voor vele werken. Dit maakte verschillende herzieningen (en herdrukken) noodzakelijk. De belangrijkste edities van de catalogus zijn de derde (K3) en de zesde (K6). Een handzame samenvatting van Mozarts oeuvre werd in 1951 uitgegeven onder de titel Der kleine Köchel.
Voor de derde uitgave uit 1936 was Alfred Einstein verantwoordelijk, een verre neef van de natuurkundige Albert Einstein. De grootste wijzigingen gebeurden in de zesde editie (1964), die verzorgd werd door Franz Giegling, Alexander Weinmann en Gerd Sievers. Door de vele nieuwe data die zij suggereerden, raakte de chronologische volgorde van de oorspronkelijke catalogus in de war. Men kon de composities echter niet zomaar een nieuw nummer geven, omdat de originele KV-nummers in de honderd jaar daarvoor helemaal waren ingeburgerd. In moderne publicaties en opnamen treft men daarom eerst het oude (en vertrouwde) KV-nummer aan, gevolgd door het nieuwe, dat tussen haakjes of na een schuine streep geplaatst wordt. De “Parijse” symfonie in D-groot wordt dan aangeduid als KV 297 (300a) of KV 297/300a. Neal Zaslaw, Ulrich Konrad en Cliff Eisen bereiden een nieuwe editie van de catalogus voor. Ook worden de nieuw ontdekte composities aangeduid met bijvoorbeeld KV Anh. 44 of een ongenummerd KV.deest.

## Afkorting
In de Engelstalige wereld kiest men meestal voor de afkorting K (“Köchel”), in Duits- en Nederlandstalige publicaties is de afkorting KV (“Köchelverzeichnis”) gebruikelijk. Hierachter volgt het nummer (K550 of KV 550).